# Prix Marcel Aymé
Der Prix Marcel Aymé ist ein französischer Literaturpreis, der seit 2003 von der Association du Livre et de Auteurs Comtois (ALAC) verliehen wird.
Der Preis ist nach dem Schriftsteller Marcel Aymé (1902–1967) benannt und gilt als einer der Nachfolgepreise des Prix Comtois du Livre. Ausgezeichnet werden ausschließlich belletristische Werke. Der Preis wird jährlich verliehen und ist derzeit (2013) mit 3000 Euro dotiert. Die Jury ist paritätisch aus den vier Départements – Doubs, Jura, Haute-Saône und dem Territoire de Belfort – zusammengesetzt.

## Preisträger
- 2003 – Fabienne Pasquet (* 1954) für La deuxième mort de Toussaint-Louverture
- 2004 – Yves Ravey (* 1953) für La drap
- 2005 – Françoise Lefèvre (* 1942) für Se perdre avec les ombres
- 2006 – Jean-Claude Pirotte (* 1939) für Une adolescence en Gueldre
- 2007 – Dominique Bourgon (* um 1955) für Un sens à la vie
- 2008 – Christelle Ravey (* 1973) für Amours en fugue
- 2009 – Gisèle Tuaillon-Nass für Les passagers de l'aube
- 2010 – Jacques Tallote (* 1948) für Alberg
- 2011 – Daniel De Roulet (* 1944) für Esthétique de la course à pied
- 2012 – Carole Martinez (* 1966) für Du domaine des murmures
- 2013 – David Bosc (* 1973) für La claire fontaine
- 2014 – Christophe Fourvel (* 1965) für Le Mal que l'on se fait
- 2015 – Serge Filippini (* 1950) für Rimbaldo
- 2016 – Jean-Paul Goux (* 1948) für L’Ombre s’allonge
- 2017 – Frédérique Cosnier (* 1974) für Suzanne et l'influence
- 2018 – Patrick Pécherot (* 1953) für Hével
- 2019 – Bénédicte Belpois für Suiza
- 2020 – Bérengère Cournut für De pierre et d’os
- 2021 – Grégoire Domenach für Entre la source et l’estuaire
- 2022 – Éric Fottorino für Mohican